# Hanna Bogren
Hanna Bogren, född 17 juli 1972, är en svensk skådespelare.

## Biografi
Bogren växte upp i Lidköping. Hon utbildade sig vid Kulturama i Stockholm, Skara Skolscen och Teaterhögskolan i Göteborg, varifrån hon utexaminerades 1997. Hon gjorde sin slutproduktion, Räven, på Teater Bhopa och engagerades därefter på olika teaterscener i Göteborg. Bland de föreställning hon medverkat i kan nämnas Världens sorgligaste föreställning på nämnda Teater Bhopa, Comeback och Stridsspetsen på Angereds teater och Måsen, Stitching och Ett dockhem på Göteborgs stadsteater.
Under vårterminen 2009 började Bogren att studera på komvux. År 2010 meddelade hon att hon slutar som skådespelare.
På TV har hon haft en av huvudrollerna i TV-serien Saltön, där hon spelade den unga änkan Sara. Utöver detta har hon medverkat i kortfilmen Sista hoppet (2003).
Hon fick Sten A Olssons kulturstipendium 2004.

## Filmografi
- 2003 – Sista hoppet
- 2005 – Saltön (TV-serie)

## Teater

### Roller (ej komplett)
| År   | Roll | Produktion                       | Regi              | Teater                |
| ---- | ---- | -------------------------------- | ----------------- | --------------------- |
| 1999 |      | Till Damaskus August Strindberg  | Katrine Wiedemann | Göteborgs stadsteater |
| 2003 |      | Fångarnas dilemma David Edgar    | Jasenko Selimović | Göteborgs stadsteater |
| 2005 |      | Måsen Anton Tjechov              | Carolina Frände   | Göteborgs Stadsteater |
| 2006 |      | Körsbärsträdgården Anton Tjechov | Rimas Tuminas     | Göteborgs Stadsteater |

### Fotnoter
1. 1 2  ”Hanna Bogren”. Svensk Filmdatabas. http://sfi.se/sv/svensk-filmdatabas/Item/?type=PERSON&itemid=331868&ref=%2ftemplates%2fSwedishFilmSearchResult.aspx%3fid%3d1225%26epslanguage%3dsv%26searchword%3dHanna+Bogren%26type%3dPerson%26match%3dBegin%26page%3d1%26prom%3dFalse. Läst 18 oktober 2012.
2. 1 2  Harr, Tina (29 juli 2010). ”Hanna från Saltön slutar som skådespelare”. Expressen. http://www.expressen.se/noje/tv/hanna-fran-salton-slutar-som-skadespelare/. Läst 18 oktober 2012.
3. ↑  Mikael Löfgren (1 mars 1999). ”Strindbergs drömmar upp i rök. De båda drömspelen i Göteborg är snygga men tomma.”. Dagens Nyheter. https://www.dn.se/arkiv/kultur/teater-strindbergs-drommar-upp-i-rok-de-bada-dromspelen-i-goteborg-ar-snygga-men-tomma/. Läst 2 oktober 2021.